# Landtagswahl in Hessen 1982
- SPD: 49
- Grüne: 9
- CDU: 52

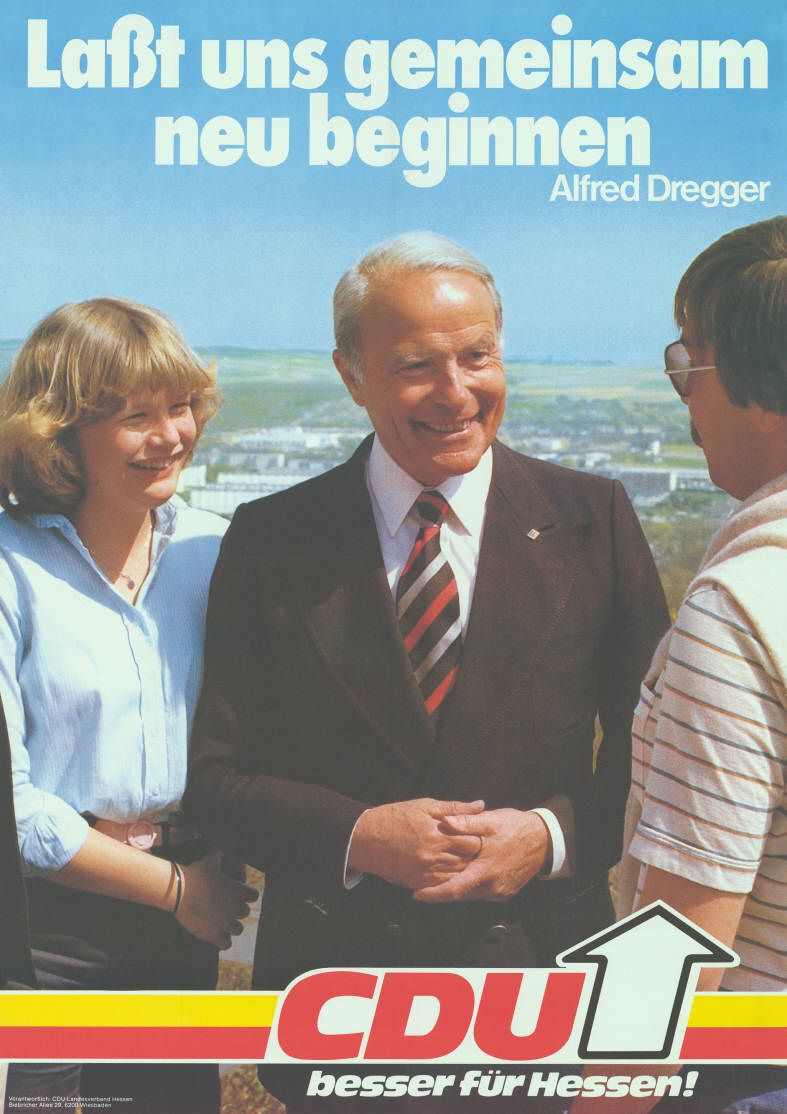
Wahlplakat der CDU

Die Wahlen zum 10. Hessischen Landtag fanden am 26. September 1982 statt. Obwohl die Meinungsforschungsinstitute einen Wahlsieg der Union vorhergesagt hatten, konnten weder CDU noch SPD eine Mehrheit erreichen. Hintergrund war der Bruch der sozialliberalen Koalition im Bund keine zwei Wochen vor der Wahl. Durch den erstmaligen Einzug der Grünen in den Landtag kam es zu den „hessischen Verhältnissen“, einer Minderheitsregierung der SPD, und bereits nach einem Jahr zu Neuwahlen zum Landtag.

## Ausgangssituation

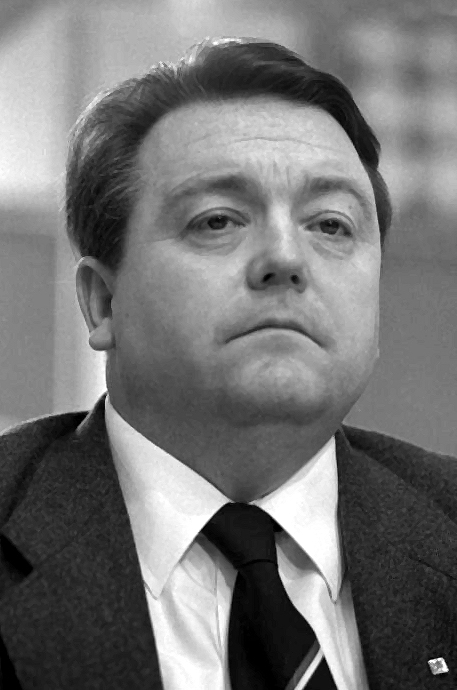
Ministerpräsident Holger Börner (Foto von 1978)

Bei der vorhergehenden Landtagswahl im Jahr 1978 hatten SPD und FDP bei nur geringfügigen Verschiebungen eine Mehrheit der Mandate erreicht. Damit konnte die sozialliberale Koalition mit Ministerpräsident Holger Börner fortgesetzt werden und der Amtsinhaber hatte sich gegen seinen Herausforderer, den CDU-Spitzenkandidaten Alfred Dregger, durchgesetzt.
Die Landtagswahl am 8. Oktober 1978 brachte folgendes Ergebnis:
| Partei | Stimmanteil | Sitze |
| ------ | ----------- | ----- |
| CDU    | 46,0 %      | 53    |
| SPD    | 44,3 %      | 50    |
| FDP    | 6,6 %       | 7     |

In die folgende Wahlperiode fielen die Auseinandersetzungen um die Startbahn West am Frankfurter Flughafen. Dabei distanzierte sich Börner deutlich von den neu gegründeten Grünen. Für Aufsehen sorgte insbesondere das Börner zugeschriebene Zitat: „Ich bedauere, dass es mir mein hohes Staatsamt verbietet, den Kerlen selbst eins auf die Fresse zu hauen. Früher auf dem Bau hat man solche Dinge mit der Dachlatte erledigt.“ Am 11. Mai 1981 war Börners Stellvertreter und Wirtschaftsminister Heinz-Herbert Karry (FDP) von Mitgliedern der Revolutionären Zellen in seiner Wohnung in Frankfurt am Main erschossen worden.
Bei den Bürgerschaftswahlen in Hamburg am 6. Juni 1982 waren Die Grünen mit der GAL erstmals in das dortige Parlament eingezogen. Die Meinungsumfragen ließen auch in Hessen einen Einzug erwarten. Zugleich waren die Werte für die bis dahin in Hessen regierende sozialliberale Koalition dramatisch schlecht, während sich der CDU die Chance auf eine absolute Mehrheit zu bieten schien. Am 17. Juni 1982 entschied sich die FDP auf einem Sonderparteitag in Darmstadt mit 169 zu 129 Stimmen für die Beendigung der bisherigen Zusammenarbeit mit der SPD nach der Landtagswahl und bot sich der CDU Hessen für eine Koalition an. Dies bedeutete das absehbare Ende der letzten sozialliberalen Koalition auf Landesebene und blieb nicht ohne Auswirkungen auf die Bundespolitik. Zwar bekundete die Bundes-FDP noch am 18. Juni ihren Willen zur Fortsetzung der Koalition im Bund, Bundeskanzler Helmut Schmidt aber bezog eindeutig Position gegen die hessische FDP und erklärte in einem SPIEGEL-Interview am 1. Juli, im Falle ihres Scheiterns in Hessen würde er ihr aufgrund ihrer „Wackelpolitik“ „keine Kränze binden“.

## Wahlkampf
Das alles war bei der Wahl selbst durch die sich inzwischen überstürzenden Ereignisse in der Bundespolitik bereits überholt: Das Auseinanderbrechen der sozialliberalen Koalition im Bund, der Rücktritt der liberalen Bundesminister am 17. September 1982, keine zwei Wochen vor der Wahl, und die bevorstehende Wahl von Helmut Kohl zum Bundeskanzler waren die bestimmenden Themen.
Die SPD versuchte die Wahl zu einer Protestwahl gegen die Politik in Bonn zu machen und versah ihre schon aufgestellten Wahlplakate kurzerhand mit dem Aufkleber: „Verrat in Bonn! Wählen gehen“. Die FDP warb mit dem Slogan „Wir schaffen den Wechsel“.

## Spitzenkandidaten

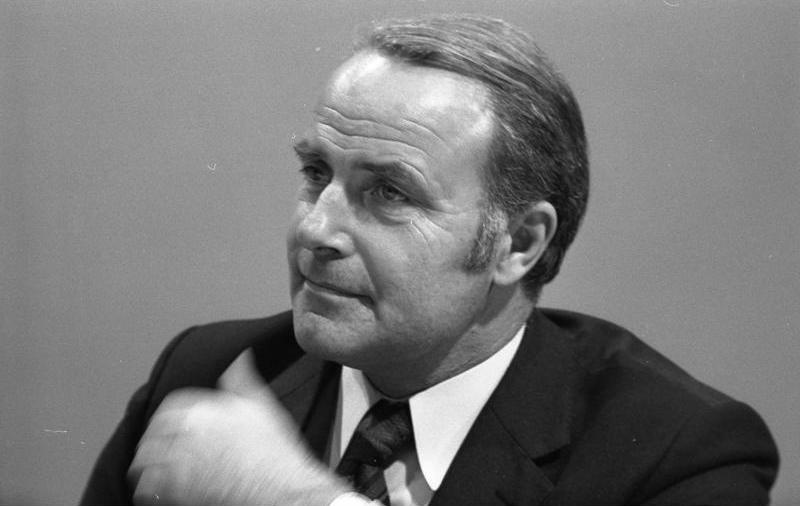
Oppositionsführer Alfred Dregger

Die SPD trat mit Ministerpräsident Holger Börner als Spitzenkandidat an. Gegenkandidat der CDU war Fraktionschef Alfred Dregger. Spitzenkandidat der FDP war Ekkehard Gries. Die Grünen gingen mit einer Doppelspitze in den Wahlkampf. Dirk Treber und Gertrud Schilling führten die Grünen-Liste an.

## Amtliches Endergebnis
Die Landtagswahl am 26. September 1982 hatte nachfolgenden Ausgang:
| Partei          | Stimmen absolut | Prozent | Wahl- kreisbe- werber | Direkt- man- date | Sitze |
| --------------- | --------------- | ------- | --------------------- | ----------------- | ----- |
| Wahlberechtigte | 4.050.661       |         |                       |                   |       |
| Wähler          | 3.498.407       | 86,4    |                       |                   |       |
| Gültige Stimmen | 3.465.493       | 99,1    |                       |                   |       |
|                 |                 |         |                       |                   |       |
| CDU             | 1.580.989       | 45,6    | 55                    | 33                | 52    |
| SPD             | 1.483.930       | 42,8    | 55                    | 22                | 49    |
| GRÜNE           | 278.450         | 8,0     | 55                    |                   | 9     |
| FDP             | 106.901         | 3,1     | 55                    |                   |       |
| DKP             | 12.625          | 0,4     | 55                    |                   |       |
| EAP             | 2.377           | 0,1     | 28                    |                   |       |
| Einzelbewerber  | 221             | <0,1    | 1                     |                   |       |
| Total           | 3.465.493       | 100     | 304                   | 55                | 110   |

Die FDP, die auf Bundesebene die sozialliberale Koalition bereits aufgekündigt hatte, scheiterte mit 3,1 % an der Fünf-Prozent-Hürde, SPD und Grüne erzielten zusammengerechnet zwar über 50 % der abgegebenen Stimmen, eine Zusammenarbeit kam aber für beide Parteien (noch) nicht in Frage. Daher gab es im Hessischen Landtag keine regierungsfähige Mehrheit. Der bisherige Ministerpräsident Holger Börner stand bis zur Selbstauflösung des Landtags und den vorgezogenen Neuwahlen im September 1983 einer geschäftsführenden Landesregierung vor.

## Wahlanalyse
Das Ergebnis der Wahlen war nach Analysen von Infas primär auf bundespolitische Themen zurückzuführen. Vor dem Hintergrund der bundespolitischen Entwicklung wurde vor allem das Abschneiden der FDP mit Interesse verfolgt. Infratest dimap stellte fest, dass die FDP sowohl an CDU als auch an SPD circa 100.000 Stimmen verloren hatte. Weitere 60.000 Stimmen hatte die FDP durch Wahlenthaltung eingebüßt. Die FDP war also anscheinend für den Bruch der sozialliberalen Koalition auf Bundesebene „abgestraft“ worden.

## Konsequenzen

### Hessen
Alfred Dregger, der bei dieser Wahl bereits zum vierten Mal als Spitzenkandidat seiner Partei antrat, zog die Konsequenz aus dem Umstand, dass die CDU sich in diesen vier Spitzenkandidaturen zwar von 26 Prozent auf Ergebnisse zwischen 45 und 47 Prozent verbessern konnte, er jedoch das Amt des Ministerpräsidenten auch im vierten Anlauf nicht übernehmen konnte. Er erklärte bereits in der Wahlnacht seinen Rücktritt als Landesvorsitzender. Sein Nachfolger Walter Wallmann bot der SPD am 24. November 1982 die Bildung einer Großen Koalition an. Börner lehnte die Bildung einer solchen jedoch ab und blieb geschäftsführend, aber ohne Mehrheit im Parlament im Amt. Nachdem sein Haushaltsentwurf für 1983 gescheitert und nur ein „Haushalts-Vorschaltgesetz“ mit Stimmen von Rot-Grün verabschiedet worden war, blieb ihm nur der Weg, Neuwahlen herbeizuführen. Die Presse sprach über die Schwierigkeiten der Regierungsbildung von den „Hessischen Verhältnissen“. Dies spielte auf die Situation in Hamburg an, wo ebenfalls durch die Wahl der Grünen keine Mehrheit zu bilden war. Dort hatten Neuwahlen Ende 1982 zu einer absoluten Mehrheit der SPD geführt und so die „Hamburger Verhältnisse“ beendet. Die Grünen profilierten sich insbesondere durch die Missachtung parlamentarischer Regeln. Besonderes Aufsehen erregte Frank Schwalba-Hoth mit seiner „Blutspritzattacke“.

### Über Hessen hinaus
Das Wahlergebnis wurde allgemein als Denkzettel für die FDP interpretiert, welches auch FDP-intern für weitere Diskussionen sorgte. Im Ergebnis jedoch blieb der FDP-Vorstand bei der Entscheidung zum Koalitionswechsel, so dass Helmut Kohl planmäßig am 1. Oktober 1982 zum Bundeskanzler gewählt wurde.
Willy Brandt kommentierte das Wahlergebnis in der Bonner Runde am Wahlabend mit der Formulierung, es gebe eine „Mehrheit diesseits der Union“, und deutete damit erstmals die Möglichkeit einer rot-grünen Zusammenarbeit an, worauf Kohl, sichtlich betroffen, entgegnete, er, Brandt, wolle „eine andere Republik“. Beide Schlagworte legten über Jahre hinweg die politischen Standorte fest.
Die Landtagswahlergebnisse in Hessen in den Jahren 2008 und 2013, die ebenfalls keine klare Mehrheit erbracht hatten, wurden vielfach auch als „Hessische Verhältnisse“ bezeichnet.